# Europeistyka

Europa

Europeistyka – obszar badań naukowych zajmujących się Europą jako złożonym zjawiskiem społeczno-kulturowym oraz kierunek studiów w szkołach wyższych.

## Powstanie studiów europejskich
Pomysł zorganizowania studiów europejskich (European Studies) zrodził się w czasie tworzenia pierwszych instytucji integrujących Europę. Instytucje te wraz z coraz wyższym poziomem rozwoju potrzebowały fachowej kadry administracyjnej i zarządzającej. Studia europejskie, w pierwszym okresie rozwijały się w dwóch kierunkach:
- Popierany przez Amerykanów pierwszy model, miał przede wszystkim dostarczyć encyklopedycznej wiedzy o Europie. Były to studia interdyscyplinarne, gdzie – obok omawiania prawa i zagadnień gospodarczych – wiele uwagi poświęcano nauce języków, historii, literaturze i sztuce.
- Drugi kierunek – zapoczątkowany przez utworzone w 1950 r. Kolegium Europejskie w Brugii (które od 1992 r. posiada campus również w warszawskim Natolinie) – miał charakter zdecydowanie bardziej integracyjny. Nacisk położono na zagadnienia dotyczące prawa (w tym zwłaszcza prawa europejskiego), administracji i gospodarki europejskiej, a problematykę historii najnowszej i zagadnień społecznych potraktowano w sposób uzupełniający.

Studia europejskie (czy nad procesem integracji europejskiej) przechodziły później ewolucję, coraz częściej stając się studiami licencjackimi lub magisterskimi. Wiele uczelni uruchomiło również studia doktoranckie (co zapoczątkował Europejski Instytut Uniwersytecki we Florencji).

## Studia europejskie w Polsce
W Polsce problematyka europeistyczna znaczące zainteresowanie wzbudziła po 1989, wtedy też zaczęła być wykładana ex cathedra. Obecnie większość uczelni państwowych oferuje studia (magisterskie, licencjackie i podyplomowe) lub specjalizacje o tematyce europejskiej.
Jednym z pierwszych ośrodków akademickich w Polsce, który rozpoczął prowadzenie studiów europeistycznych, jest Centrum Europejskie Uniwersytetu Warszawskiego. Najpierw powstały studia podyplomowe (w 1992 roku). Studia licencjackie na kierunku stosunki międzynarodowe specjalność integracja europejska zostały uruchomione w 1995 roku (do dziś są one prowadzone przy współpracy z Instytutem Stosunków Międzynarodowych UW). Od roku akademickiego 2004/2005 (na mocy decyzji Senatu Uniwersytetu Warszawskiego z 17 grudnia 2003 roku) CE UW koordynuje międzywydziałowe studia pierwszego i drugiego stopnia na kierunku europeistyka.
Europeistyka została uznana w Polsce za kierunek studiów rozporządzeniem ministra edukacji i sportu z dnia 3 listopada 2003. Według tego rozporządzenia absolwent europeistyki powinien posiadać podstawową wiedzę z zakresu socjologii, politologii, ekonomii, funkcjonowania stosunków międzynarodowych oraz o państwie i prawie, wzbogaconą o znajomość europejskiej tradycji, historii i kultury, społeczno-politycznych uwarunkowań integracji europejskiej (ze szczególnym uwzględnieniem adaptacji i przynależności Polski do Unii Europejskiej), struktury oraz prawnych i ekonomicznych aspektów funkcjonowania Wspólnot Europejskich, a także umiejętności rozumienia i analizowania zagadnień społecznych, politycznych, prawnych i ekonomicznych Unii Europejskiej. Absolwent będzie przygotowany do podjęcia pracy w administracji rządowej i samorządowej, instytucjach i organizacjach krajowych i międzynarodowych, organach Wspólnot Europejskich, przedsiębiorstwach współpracujących z krajami Unii Europejskiej oraz placówkach kulturalnych, wydawnictwach i środkach masowego przekazu.

### Standardy kształcenia według MNiSW
A. Grupa treści podstawowych – kształcenie w zakresie:
- Społeczeństw i kultury Europy
- Ekonomii
- Nauki o polityce
- Prawa Unii Europejskiej

B. Grupa treści kierunkowych – kształcenie w zakresie:
- Historii społecznej Europy
- Systemów politycznych państw europejskich
- Integracji gospodarczej w Europie
- Instytucji i procesów decyzyjnych w Unii Europejskiej
- Polityk wspólnotowych
- Usytuowania, znaczenia i roli Europy w stosunkach międzynarodowych
- Usytuowania, znaczenia i roli Polski w Europie